# Harry Miller
Pour les articles homonymes, voir Miller.
Harold Arminius Miller, dit Harry Miller, né le 9 décembre 1875 à Menomonie (Wisconsin) et mort le 3 mai 1943 à Détroit à l'âge de 67 ans, était un ingénieur et constructeur automobile américain de voitures de course durant les années 1920 et 1930.

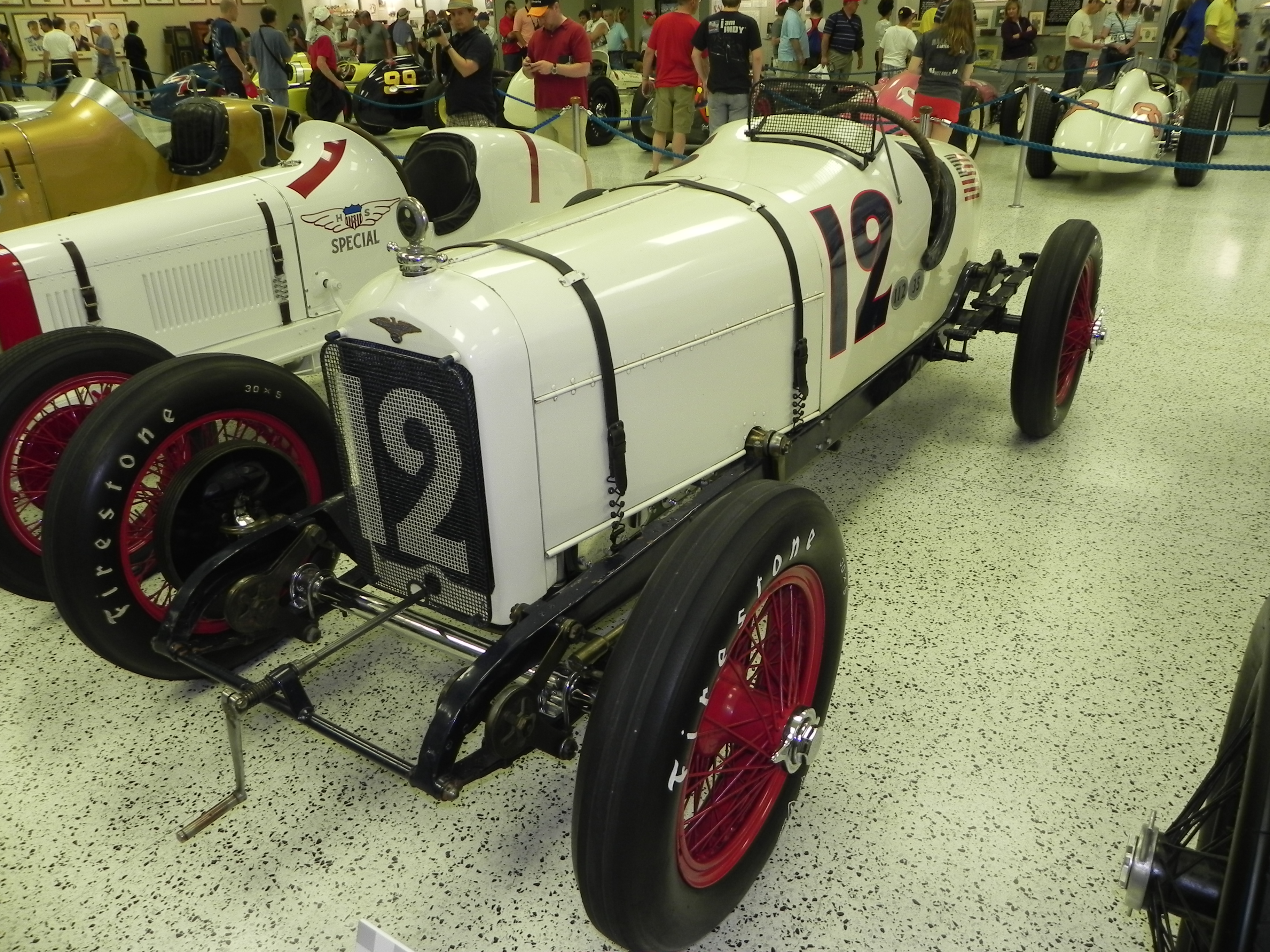
La Duesenberg-Miller de Jimmy Murphy, ou Murphy Special, victorieuse des 500 miles d'Indianapolis 1922 (et du GP de France 1921 sans le moteur Miller).

## Histoire
Il débuta chez Yale (en), puis il travailla pour Ransom Eli Olds (Oldsmobile), mettant à l'occasion ses talents mécaniques à l'épreuve pour des concurrents des premières Coupe Vanderbilt, puis il partit au début des années 1910 à Los Angeles pour y ouvrir une petite unité de production de carburateurs.
Son premier moteur est un 3Litre de 183 in3 pour 4 cylindres, à double arbre à cames et 4 soupapes par cylindre, inspiré de ceux de Duesenberg et de Peugeot qu'il voit passer dans son commerce. Le pilote Tommy Milton lui apporte ses premiers soutiens financiers, mais Jimmy Murphy est le premier à lui ramener une victoire lors des 500 miles d'Indianapolis, en 1922.
Durant les années 1920 et 1930, Miller obtient encore de nombreux succès sur l'eau, et plusieurs records de vitesse aquatique.
Il fait faillite en 1933, s'associant alors à Preston Tucker pour continuer à construire des voitures destinées à l'Indy 500 au sein de la nouvelle société Miller and Tucker, Inc.. Leur première tâche d'ambition est de modifier dix moteurs V8 pour Henry Ford, car ils veulent convaincre Edsel Ford, puis son père Henry, de construire une voiture de course dérivée des Ford V8 de série, pour l’édition 1935 d'Indianapolis. Faute d'argent, le projet n'ira pas à son terme, au profond mécontement de Ford.
À la fin des années 1930, les deux hommes élaborent un engin de combat à tourelle électrique. Le gouvernement américain, bien que non preneur de l'engin, achète cette dernière innovation pour en équiper ses bombardiers B-17 et B-29 notamment, ainsi que des bateaux et autres péniches du futur débarquement en France. Les suspensions du véhicule sont cédées à American Bantam, qui en équipera les premières Jeep.
Tucker travaillera avec Miller jusqu'à sa mort, rencontrant durant cette période John Eddie Offutt, qui deviendra son chef mécanicien pour développer le projet de la berline Tucker en 1948.
Miller décède en 1943, au Grace Hospital de Détroit.

## Palmarès
Indy 500 (12 succès):

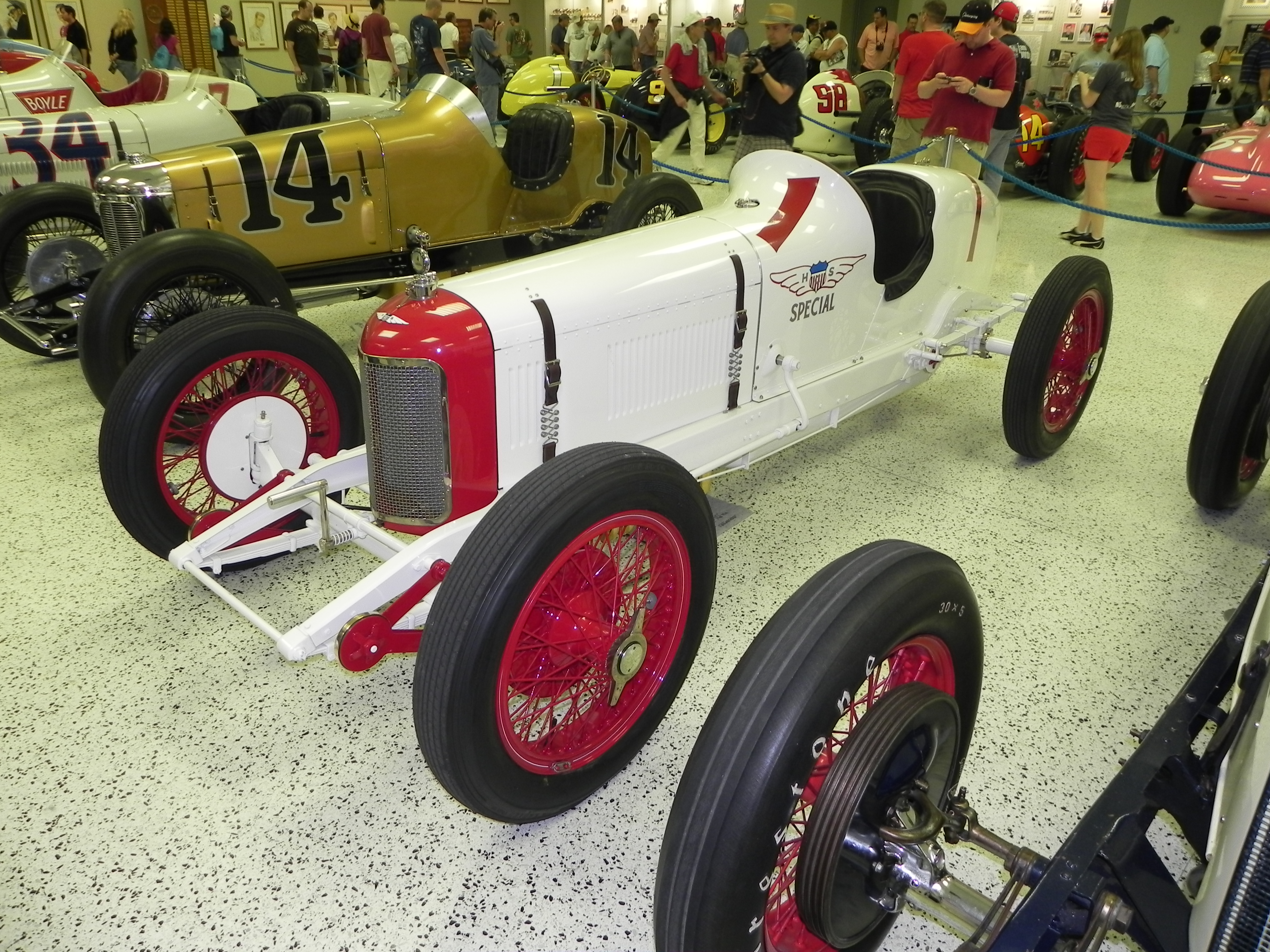
La Miller de Tommy Milton, victorieuse de l'édition 1923 des 500 miles d'Indianapolis.

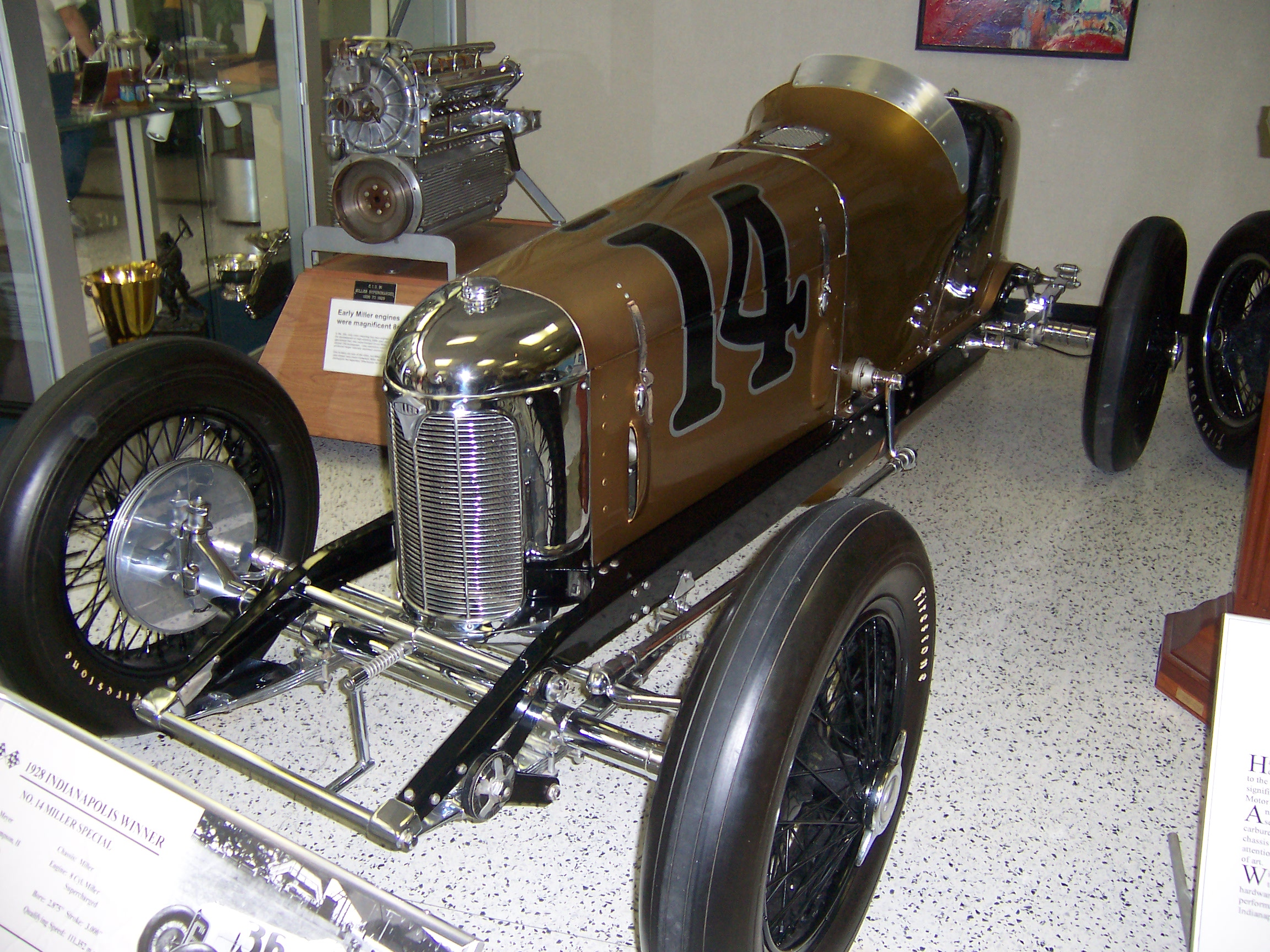
La Miller de Louis Meyer,victorieuse de l'édition 1928 des 500 miles d'Indianapolis.

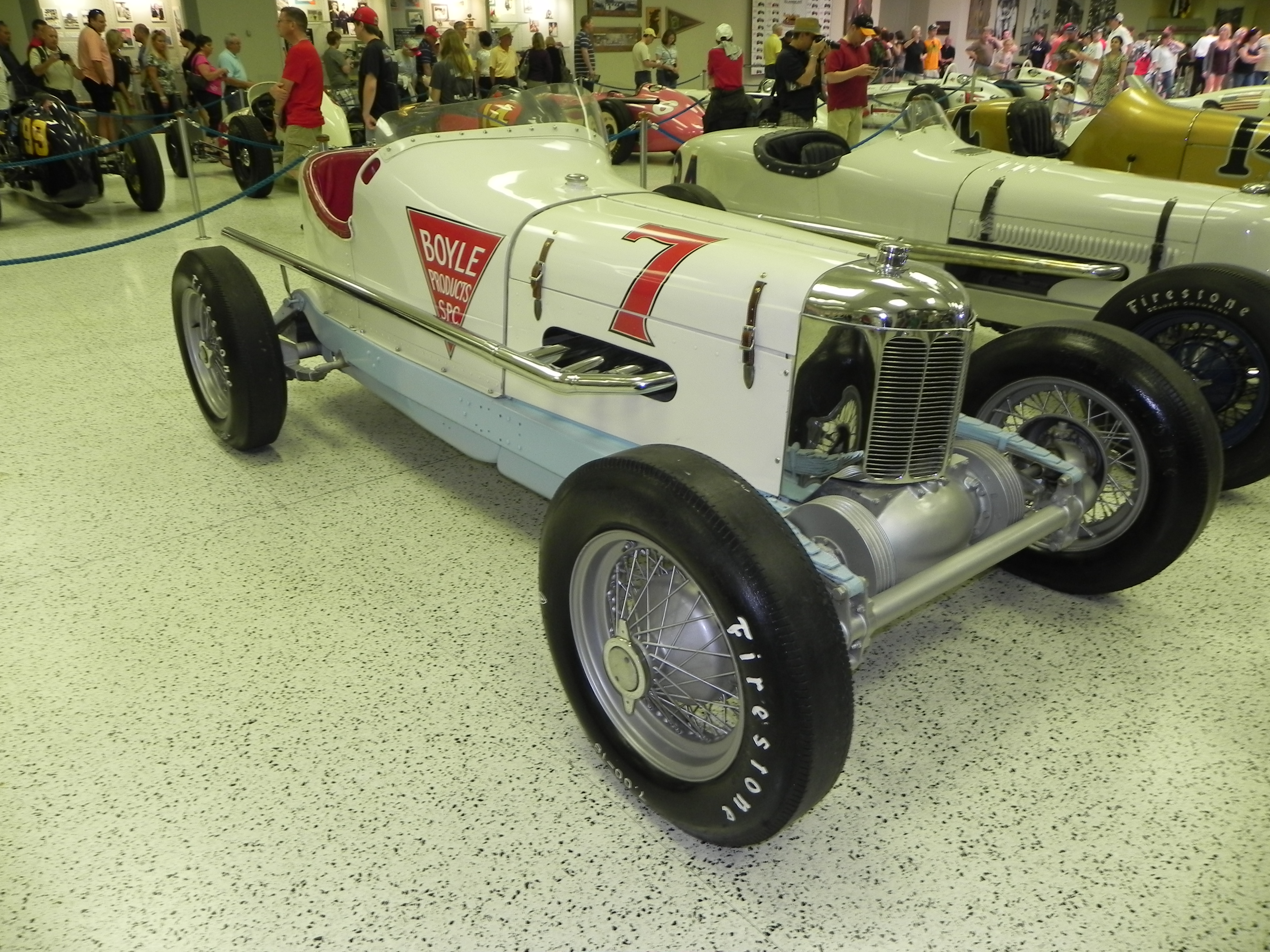
La Miller de Bill Cummings, victorieuse de l'édition 1934 des 500 miles d'Indianapolis.

- 1922 (avec Duesenberg), 1923, 1926, 1928, 1929, 1930 (avec Summers), 1931 (avec Stevens), 1932 (avec Wetteroth), 1933 et 1934, 1936 (avec Stevens), et 1938 (avec Wetteroh).

Championnat américain de course automobile AAA:

Exclusivement (6):
- 1923 avec Eddy Hearne;
- 1924 avec Jimmy Murphy;
- 1926 avec Harry Hartz;
- 1927 (en) avec Peter DePaolo;
- 1928 (en) et 1929 (en) avec Louis Meyer;

Autres:

- 1921 avec Tommy Milton (également sur Duesenberg seule et Frontenac);
- 1922 avec Jimmy Murphy (également sur Duesenberg seule);
- 1930 (en) avec Billy Arnold (avec Hartz, et également sur Fronty Ford et Bowes Seal Fast);
- 1932 avec Bob Carey (avec Marks, et également sur Meyer et Jadson Valve).

## Distinctions
- National Sprint Car Hall of Fame en 1990;
- Motorsports Hall of Fame of America en 1999;
- Automotive Hall of Fame en 2003.

(Miller a également été honoré lors de la Rolex Monterey Motorsports Reunion de 1993)

## Galerie d'images

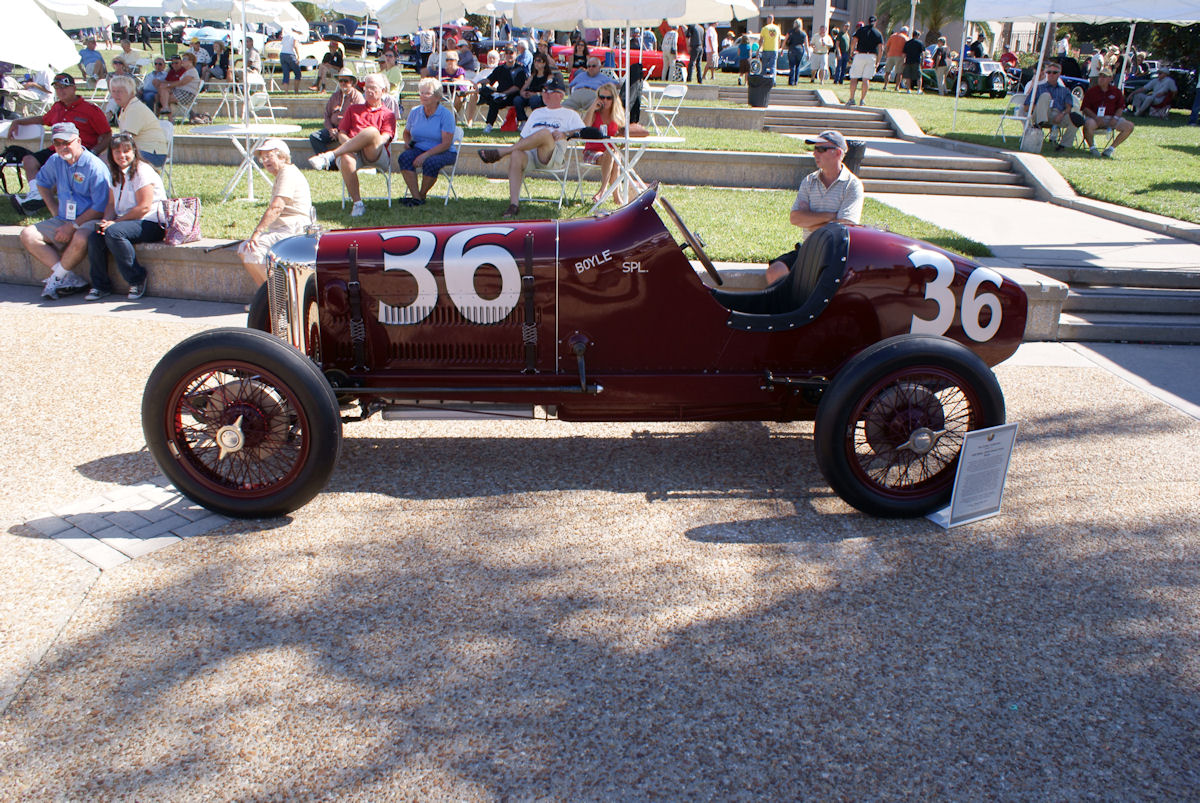
Miller Boyle Special 199 de 1922;
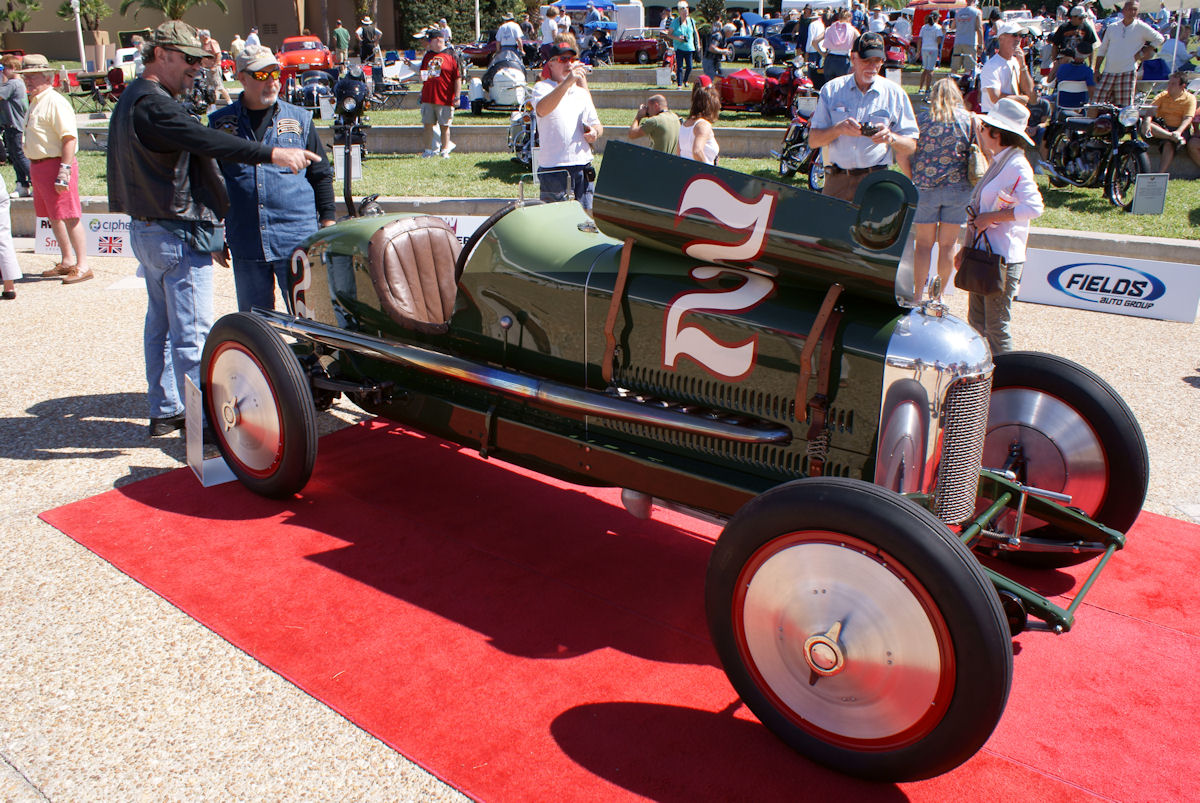
Miller Junior 8 Special 122 de 1923;
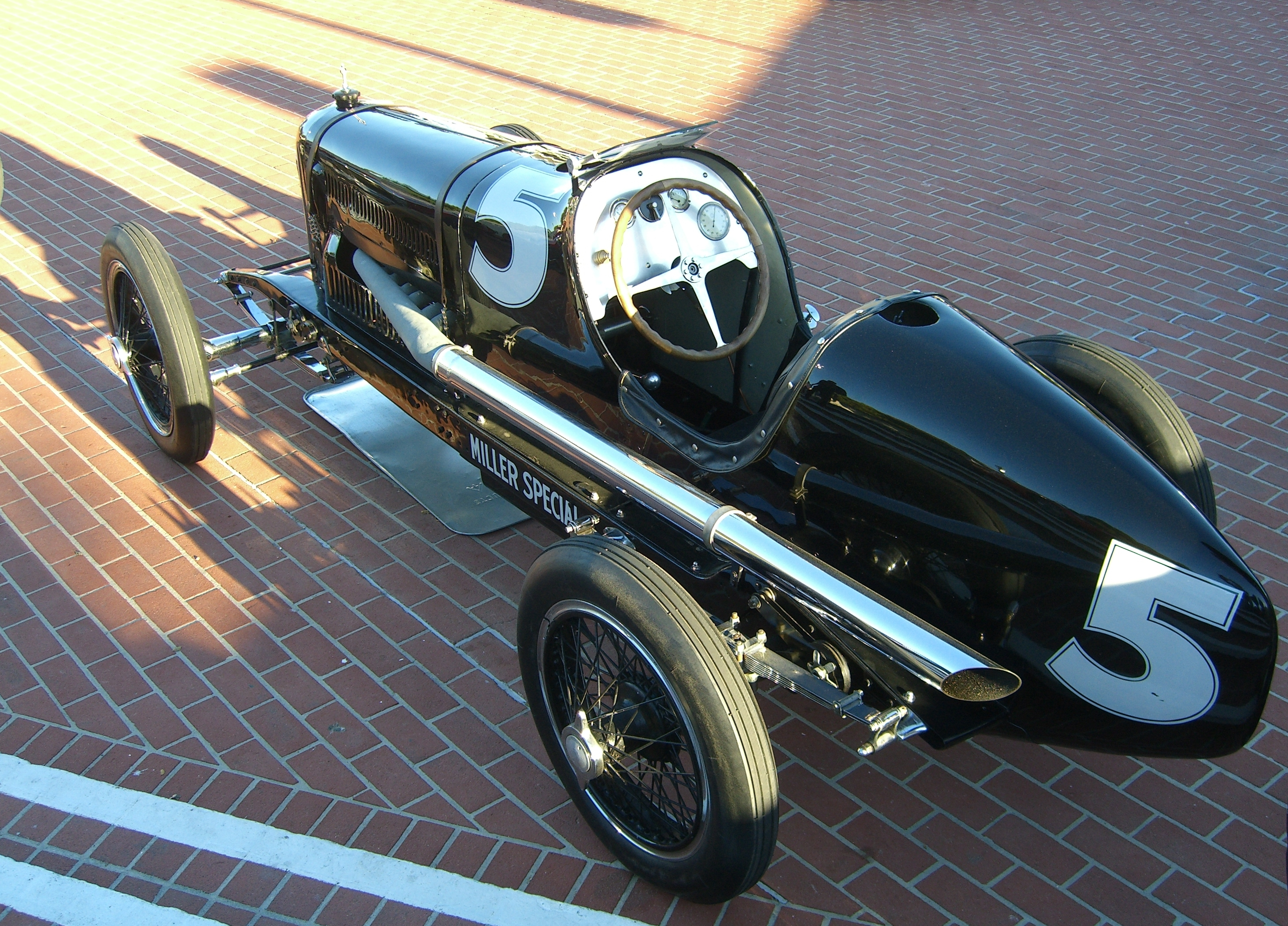
Miller Special 122/183 dite "Convertible" -car permettant un changement rapide de moteur- de 1924, qui atteint 243,43 km/h à Muroc Dry Lake (Californie);
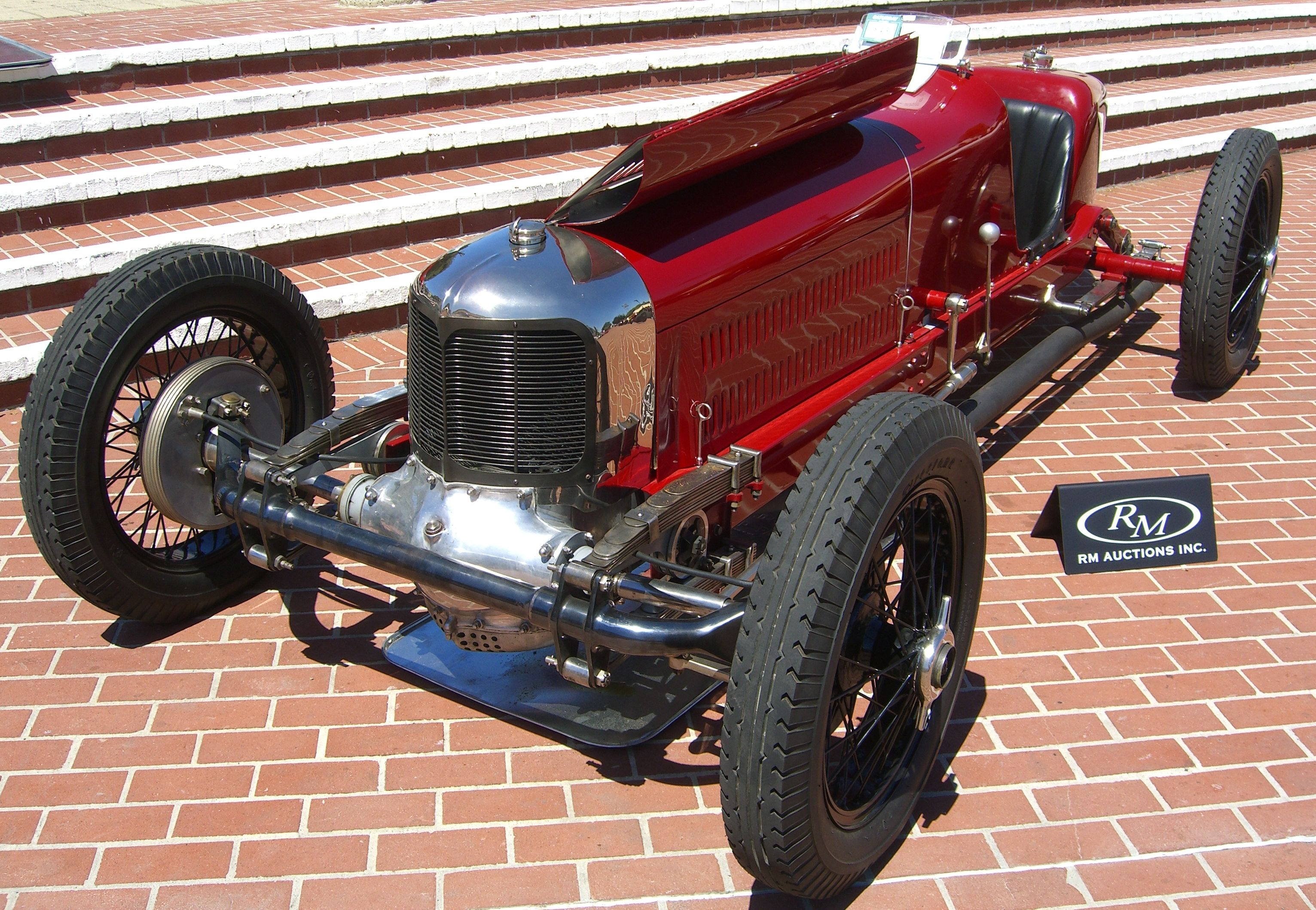
Miller Special 122 de 1925 "Indianapolis 500"...
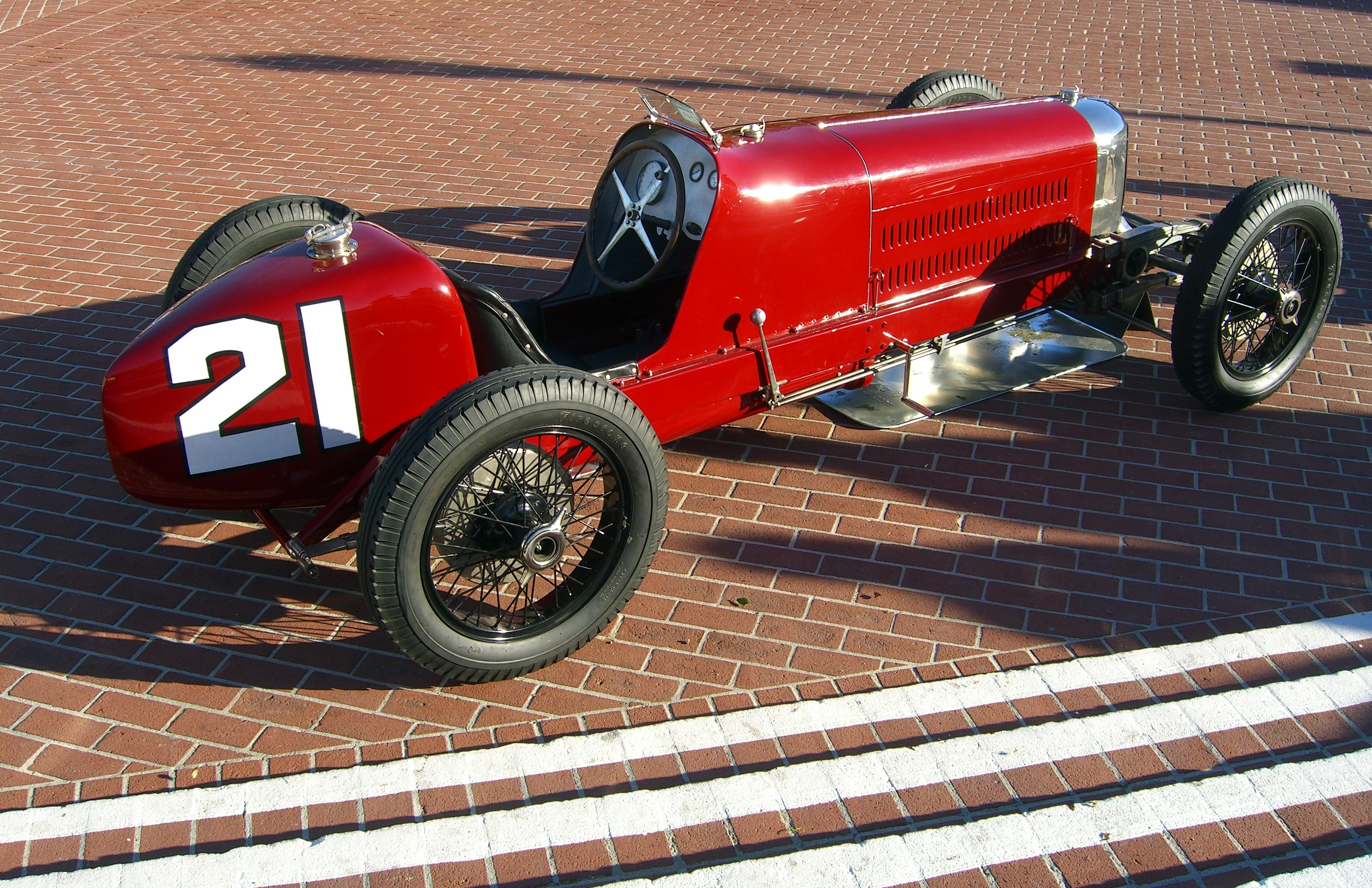
... même voiture;
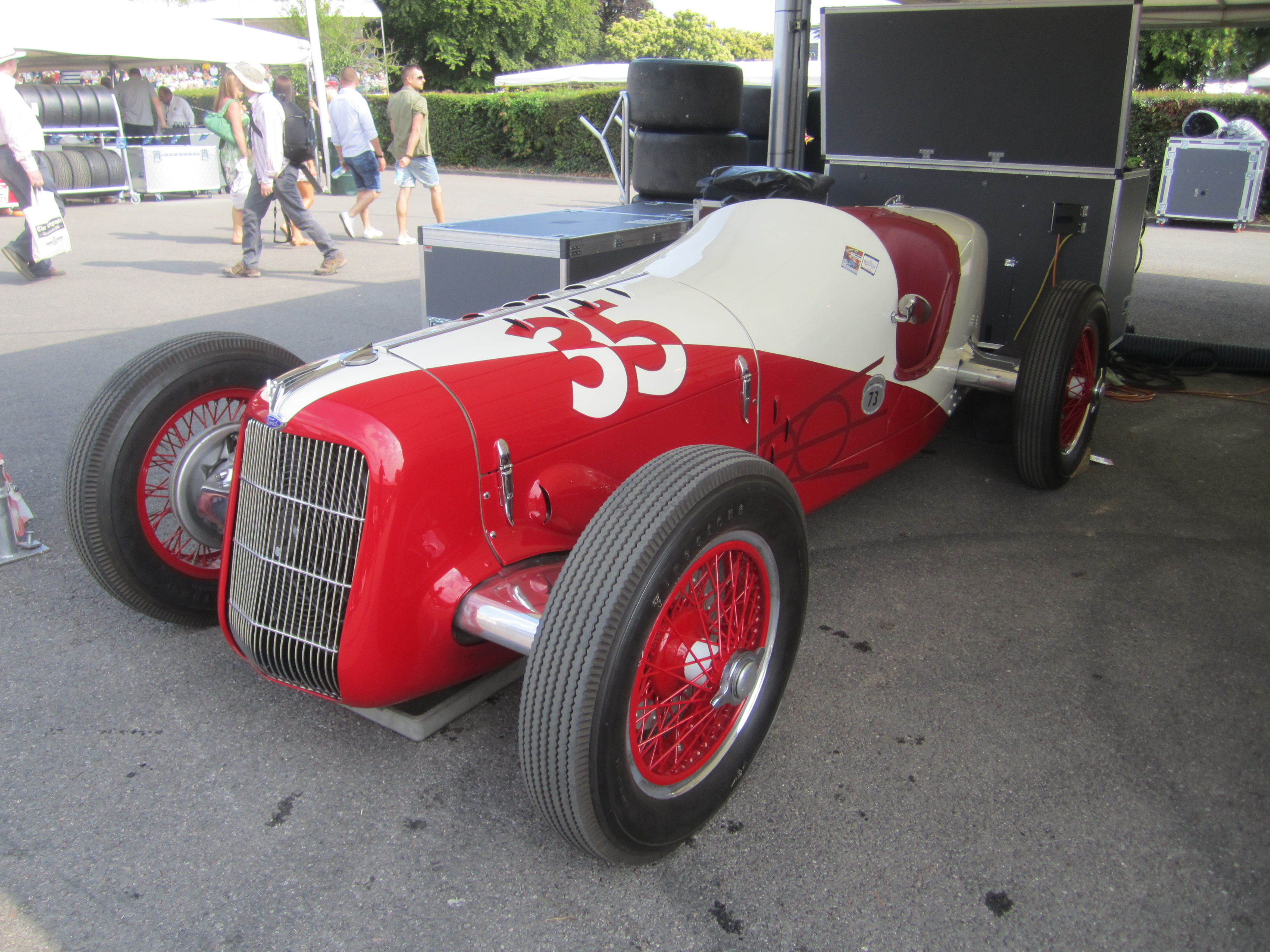
Miller-Ford V8 de 1935.